# Gérald Maquat
Pour les articles homonymes, voir Maquat.
Gérald Maquat, né le 15 juillet 1912 à Tavannes et mort à une date inconnue, est un rameur d'aviron français.

## Carrière
Gérald Maquat, Suisse naturalisé français, est tourneur au Métro de Paris. Champion de France d'aviron en 1936 et 1941, il est membre de l'US Métro à partir de 1929.
Il est médaillé d'or en quatre barré aux Championnats d'Europe d'aviron 1947 à Lucerne.
Il est demi-finaliste en quatre barré aux Jeux olympiques d'été de 1948 à Londres.
Il remporte la médaille de bronze en quatre de pointe aux Championnats d'Europe d'aviron 1951 à Mâcon.